# Витвицька сільська територіальна громада
Витвицька сільська громада — територіальна громада в Україні, в Калуському районі Івано-Франківської області. Адміністративний центр — село Витвиця.
Площа громади — 154,94 км², населення — 5935 мешканців (2018).

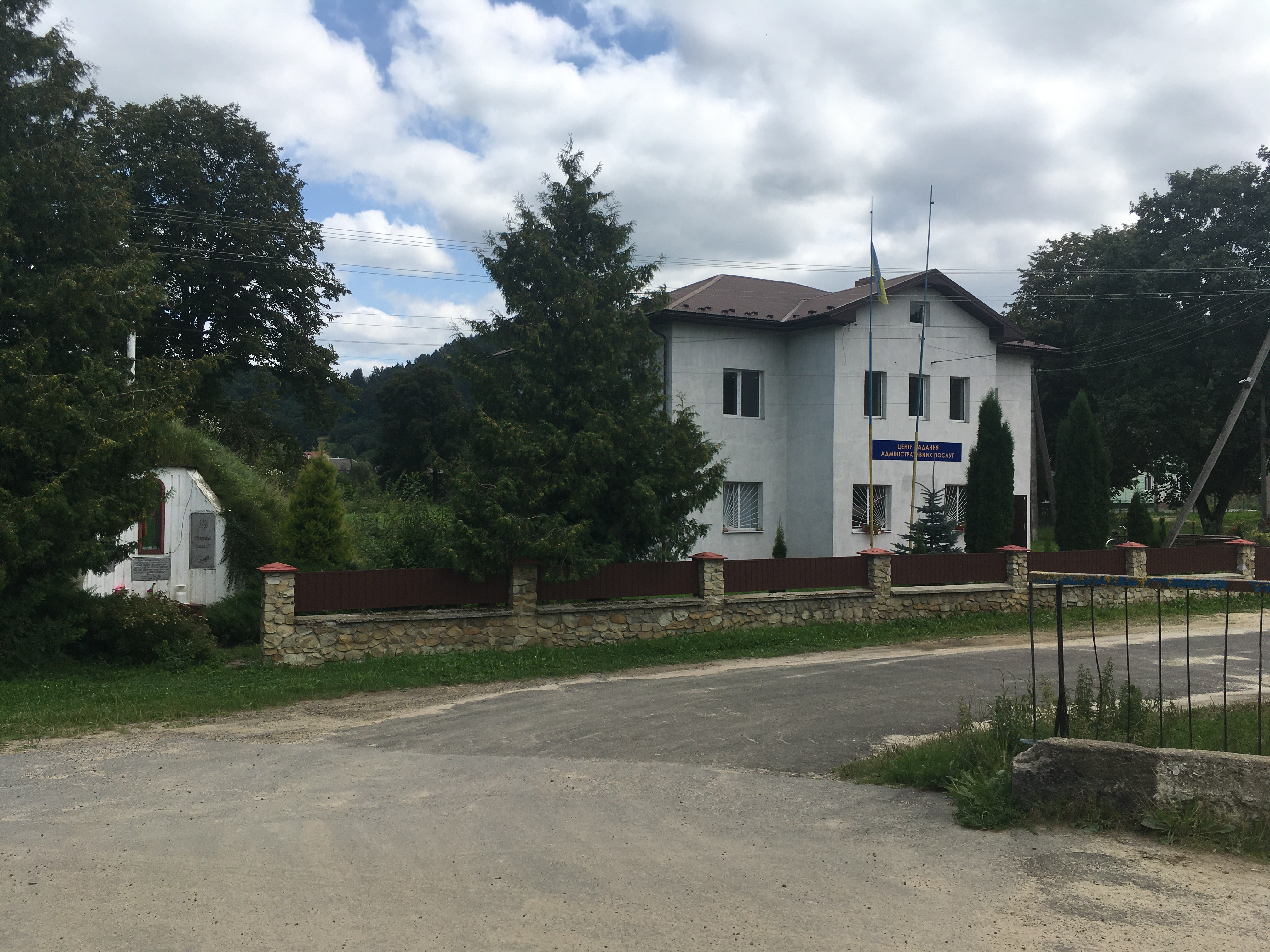
Витвицька сільська рада

Утворена 6 вересня 2016 року шляхом об'єднання Витвицької, Кальнянської, Розточківської, Слобідсько-Болехівської, та Станковецької сільських рад Долинського району.

## Розташування
Витвицька ОТГ створена 2 вересня 2016 р.; вона розташована на Південному-Заході країни у передгір'ї Українських Карпат і за результатами реформування адміністративно-територіального устрою є складовою Калуського району (до того - Долинського району) Івано-Франківської області. Громада межує з Долинською, Вигодською, Болехівською ОТГ і поселеннями Львівської області.
Витвицька ОТГ знаходиться за 83 км від Івано-Франківська, 106 км - від Львова, 260 км від Ужгорода та практично рівновіддалена від кордонів України з ЄС (відстань до кордону з Румунією складає 262 км, Польщею - 174 км, Словаччиною - 236 км, Угорщиною - 248 км), що створює надзвичайно сприятливі умови для налагодження та розвитку транспортно-логістичних зв'язків із країнами Європи та водночас стимулює трудову міграцію економічно активної частини населення.

## Транспортна система
Транспортна система громади (загальною протяжністю 33,8 км) представлена районними автомобільними дорогами місцевого значення з твердим покриттям (чорнова щебінка), а подекуди - ґрунтовими, що потребують капітального ремонту. Щільність автомобільних доріг складає 218 км/1000 км2, натомість в Івано-Франківській області у цілому - 296 км/1000 км2. Всі населені пункти обладнані зупинками громадського транспорту, щоденно здійснюється близько 3-4 рейсів автобусів із кожного поселення до найближчого міста - Долини.
Перевагою ОТГ виступає її близькість (17 км) до автомобільного шляху національного значення Н-10, так званого "Ключа до Прикарпаття" (Стрий - Івано-Франківськ - Чернівці - прикордонний пропускний пункт Мамалига), який перетинається зі шляхом Н-09 (Мукачеве - Яремче - Івано-Франківськ - Рогатин - Львів, під'їзд до зони Буковель), великих курортних центрів (Моршин, Трускавець, ін.) та залізничної станції Болехів (12 км), що дає можливість налагодити потужні матеріальні потоки.
Рельєф громади коливається від низькогірних і відносно спокійних зовнішніх Карпат із відсутніми різко вираженими хребтами до гірських масивів із горбистим рельєфом території, пересіченим ярами та балками, верхівками та хребтами з загальним ухилом на Північний Схід.

## Природні ресурси
Із загальної площі земельних ресурсів Витвицької ОТГ за господарським режимом припадає на 10992,0 га (64,2%) - землі лісогосподарських підприємств, 2540,8 га (14,8%) - землі, надані громадянам у власність і користування, 1707,8 га (10%) - на землі особистих селянських господарств, 1057,6 га (6,2%). Площа земель за межами населених пунктів складає 13249,9 га. Із метою залучення додаткових інвестицій і активізації піднесення підприємницької діяльності в ОТГ виділено 11 ділянок земельних угідь загальною площею 41 га. Передбачається, що їх використання здійснюватиметься у рамках провадження рекреаційної діяльності, розвитку промисловості, сільського господарства та відновлюваної енергетики.
Категоріальна структура угідь охоплює землі лісогосподарського (70,9%) і сільськогосподарського призначення (16,4 %), природно-заповідного фонду (5,8%), житлової та громадської забудови (2,5%). Близько 240 га займають земельні частки (паї) членів громади.

## Населені пункти
До складу громади входять 1 селище (Вигодівка) і 8 сіл:
- Витвиця
- Кальна
- Липа
- Лужки
- Розточки
- Слобода-Болехівська
- Станківці
- Церківна

## Інфраструктура
На території громади 8 шкіл, 2 дошкільних навчальних заклади, 5 ФАПів, 3 амбулаторії або поліклініки.